# Jesse Eisenberg
Jesse Adam Eisenberg (New York, Queens, 1983. október 5. –) BAFTA-díjas amerikai színész, dramaturg.
Legismertebb szerepe a Social Network – A közösségi háló című 2010-es filmben volt, melyben Mark Zuckerberget alakította.

## Élete
Amy és Barry Eisenberg gyermekeként született. Édesanyja bohócként, édesapja tanárként dolgozott. Két testvére van, Halie Katie gyerekszínész és Kerri. A család ukrajnai és lengyel zsidó felmenőkkel rendelkezik. Eisenberg folyékonyan beszéli a lengyel nyelvet és rendszeresen tesz látogatást Lengyelországba. Nyolcéves korától dobol. Beiratkozott és fel is vették a New York Egyetemre, de egy filmszerep miatt nem kezdte el a szemesztert.

## Pályafutása
Broadway-i debütálására 1996-ban került sor, beugró színészként a Summer and Smoke című darabban. A képernyön 1999-ben tűnt fel a Légy valódi! című sorozatban. A sorozat nem volt hosszú életű, 2000-ben befejezték a felvételeket. 2000-ben szerepet kapott a Szikrázó vihar című tévéfilmben, majd a Roger, a csábítás szakértője című független moziban. 2002-ben a Császárok klubja című drámában tűnt fel. Az utóbbiakért pozitív kritikákkal illeték. 2005-ben a Vérfarkas című horrorban, majd a Tintahal és a bálna című drámában játszott Laura Linney és Jeff Daniels partnereként.
2007-ben Richard Gere és Terrence Howard oldalán a Rókavadászat című, Boszniában játszódó koprodukciós moziban tűnt fel, egy fiatal újságírót alakítva. Kristen Stewart mellett főszerepet kapott a Kalandpark filmvígjáték-drámában. A filmet 2009 októberében mutatták be a Sundance Filmfesztiválon. Abban az évben szerepelt a Zombieland című horror-vígjátékban Woody Harrelson oldalán.
2010-ben az év egyik legjobban várt mozijában, a világ legnagyobb internetes közösségi oldalának alapításáról, indulásáról és elterjedéséről szóló filmben, a Social Network – A közösségi hálóban a Facebook egyik alapítójának, Mark Zuckerbergnek megformálójaként a főszereplőt alakítja. A filmet és a szereplőket rengeteg neves díjra jelölték; négy Golden Globe-díjat már el is nyert az alkotás. Eisenberg 2011-ben jelöltként esélyes a Legjobb férfi alakításért járó Oscar-díjra.
Eisenberget 2010-ben érte a megtiszteltetés, hogy Whoopi Goldberg és Harvey Krueger társaságában vehetett részt a csernobili gyermekek javára szervezett aukción. Az esemény elnöke minden évben Steven Spielberg.
2011 januárjában az NBC Saturday Night Live nevű késő esti műsorában első ízben találkozott Mark Zuckerberggel.
2019-ben megismételte Columbus nevű szerepét a Zombieland 2. – A második lövés horror-vígjátékban, melyet ismét Ruben Fleischer rendezett.
Eisenberg érdeklődik a forgatókönyvírás iránt.

## Magánélete
Eisenberg 2002 és 2012 között randevúzott Anna Strouttal, miután találkoztak a Császárok klubja forgatásán, ahol Lisa Bruce asszisztenseként dolgozott. Eisenberg A hasonmás című film társszereplőjével, Mia Wasikowskával járt 2013-ban. Ezután újra összejött Strouttal, és 2017-ben összeházasodtak. Fiuk, Banner 2017 áprilisában született.
Eisenberg nővérével, Hallie-val és annak barátjával, Owen Danoff énekes-dalszerzővel és versenyzővel élt az NBC-s The Voice 10. évadjának idején New Yorkban, amíg Hallie és Danoff 2016 júniusában Nashville-be költözött. Eisenberg 8 éves kora óta dobol. 2007-ben Eisenberg egy OneUpMe nevű online szójátékkal foglalkozó weboldalt hozott létre a Facebookon unokatestvérével. 2010-ben újraindították az oldalt, ami kizárólag a Facebook-felhasználók számára volt fenntartva.

## Filmográfia

### Film
| Év   | Cím                                        | Eredeti cím                         | Szerep                                    | Magyar hang     |
| ---- | ------------------------------------------ | ----------------------------------- | ----------------------------------------- | --------------- |
| 2002 | Roger, a csábítás szakértője               | Roger Dodger                        | Nick                                      | Szalay Csongor  |
| 2002 | Császárok klubja                           | The Emperor's Club                  | Louis Masoudi                             | Czető Roland    |
| 2004 | A falu                                     | The Village                         | Jamison                                   | Simonyi Balázs  |
| 2005 | A tintahal és a bálna                      | The Squid and the Whale             | Walt Berkman                              | Hamvas Dániel   |
| 2005 | Vérfarkas                                  | Cursed                              | Jimmy Myers                               | Tóth Barna      |
| 2007 | Charlie Banks: Az élet iskolája            | The Education of Charlie Banks      | Charlie Banks                             | Molnár Levente  |
| 2007 |                                            | The Living Wake                     | Mills Joaquin                             |                 |
| 2007 |                                            | One Day Like Rain                   | Mark                                      |                 |
| 2007 | Rókavadászat                               | The Hunting Party                   | Benjamin Strauss                          | Hamvas Dániel   |
| 2009 |                                            | Some Boys Don't Leave (rövidfilm)   | fiú                                       |                 |
| 2009 |                                            | Beyond All Boundaries (rövidfilm)   | Fiske Hanley / Benjamin McKinney (hangja) |                 |
| 2009 | Zombieland                                 | Zombieland                          | Columbus                                  | Kovács Lehel    |
| 2009 | Adventureland – Kalandpark                 | Adventureland                       | James Brennan                             | Markovics Tamás |
| 2009 | A visszavonuló                             | Solitary Man                        | Daniel Cheston                            | Molnár Levente  |
| 2010 | Kóser játszma                              | Holy Rollers                        | Sam Gold                                  | Czető Roland    |
| 2010 | Social Network – A közösségi háló          | The Social Network                  | Mark Zuckerberg                           | Kovács Lehel    |
| 2010 | Pokoli tábor                               | Camp Hell                           | Daniel Jacobs                             | Baradlay Viktor |
| 2011 | 30 perc vagy annyi se                      | 30 Minutes or Less                  | Nick Davis                                | Kovács Lehel    |
| 2011 | Rio                                        | Rio                                 | Azúr (szinkronhang)                       | Hamvas Dániel   |
| 2012 | Rómának szeretettel                        | To Rome with Love                   | Jack                                      | Kovács Lehel    |
| 2012 |                                            | Why Stop Now                        | Eli Bloom                                 |                 |
| 2012 |                                            | Free Samples                        | Tex                                       |                 |
| 2013 |                                            | He's Way More Famous Than You       | önmaga (cameoszerep)                      |                 |
| 2013 | A hasonmás                                 | The Double                          | Simon James / James Simon                 | Hamvas Dániel   |
| 2013 | Szemfényvesztők                            | Now You See Me                      | J. Daniel "Danny" Atlas                   | Szatory Dávid   |
| 2013 | Sötét húzások                              | Night Moves                         | Josh Stamos                               |                 |
| 2014 | Rio 2.                                     | Rio 2                               | Azúr (hangja)                             | Hamvas Dániel   |
| 2015 | A turné vége                               | The End of the Tour                 | David Lipsky                              | Molnár Levente  |
| 2015 | Hétköznapi titkaink                        | Louder Than Bombs                   | Jonah Reed                                | Szatory Dávid   |
| 2015 | BeSZERvezve                                | American Ultra                      | Mike Howell                               | Kovács Lehel    |
| 2016 | Batman Superman ellen – Az igazság hajnala | Batman vs Superman: Dawn Of Justice | Lex Luthor                                | Hamvas Dániel   |
| 2016 | Café Society                               | Café Society                        | Bobby Dorfman                             | Kovács Lehel    |
| 2016 | Szemfényvesztők 2.                         | Now You See Me 2                    | J. Daniel "Danny" Atlas                   | Szatory Dávid   |
| 2017 | Az Igazság Ligája                          | Justice League                      | Lex Luthor                                | Hamvas Dániel   |
| 2018 | A Kolibri projekt                          | The Hummingbird Project             | Vincent Zaleski                           | Szatory Dávid   |
| 2019 |                                            | The Art of Self-Defense             | Casey Davies                              |                 |
| 2019 | Vivárium                                   | Vivarium                            | Tom                                       | Kovács Lehel    |
| 2019 | Zombieland 2. – A második lövés            | Zombieland: Double Tap              | Columbus                                  | Kovács Lehel    |
| 2020 | Ellenállás                                 | Resistance                          | Marcel Marceau                            | Hamvas Dániel   |
| 2021 |                                            | Wild Indian                         | Jerry                                     |                 |
| 2021 | Zack Snyder: Az Igazság Ligája             | Zack Snyder's Justice League        | Lex Luthor                                | Hamvas Dániel   |
| 2023 |                                            | Manodrome                           | Ralphie                                   |                 |
| 2024 |                                            | Sasquatch Sunset                    | férfi                                     |                 |
| 2024 | Rokonszenvedés                             | A Real Pain                         | David Kaplan                              |                 |
| 2025 | Szemfényvesztők 3.                         | Now You See Me 3                    | J. Daniel "Danny" Atlas                   |                 |

### Televízió
| Év        | Magyar cím           | Eredeti cím                        | Szerep             | Megjegyzések                     |
| --------- | -------------------- | ---------------------------------- | ------------------ | -------------------------------- |
| 1999–2000 | Légy valódi!         | Get Real                           | Kenny Green        | 22 epizód                        |
| 2001      | Szikrázó vihar       | Lightning: Fire from the Sky       | Eric Dobbs         | tévéfilm                         |
| 2011      | Saturday Night Live  | Saturday Night Live                | önmaga             | 1 epizód                         |
| 2012      | Híradósok            | The Newsroom                       | Eric Neal (hangja) | 1 epizód stáblistán nem szerepel |
| 2014      | Modern család        | Modern Family                      | Asher              | 1 epizód                         |
| 2018      |                      | Zigosani u reketu                  | NBA klubtulajdonos | 1 epizód                         |
| 2019      |                      | Live in Front of a Studio Audience | David Brewster     | 1 epizód                         |
| 2022      | Fleishman bajban van | Fleishman Is in Trouble            | Toby Fleishman     | minisorozat (8 epizód)           |

## Díjai
2002
- San Diego Film Festival Award for Most Promising New Actor

2005
- Gotham Award for Best Ensemble Cast

2010
- Boston Society of Film Critics Award – Legjobb férfi színész
- Hollywood Film Festival Award for Ensemble of the Year
- Houston Film Critics Society Award – Legjobb férfi színész
- National Board of Review Award – Legjobb férfi színész
- National Society of Film Critics Award – Legjobb férfi színész
- Oklahoma Film Critics Circle Award – Legjobb férfi színész
- Toronto Film Critics Association Award – Legjobb férfi színész